# Gertrudsvik

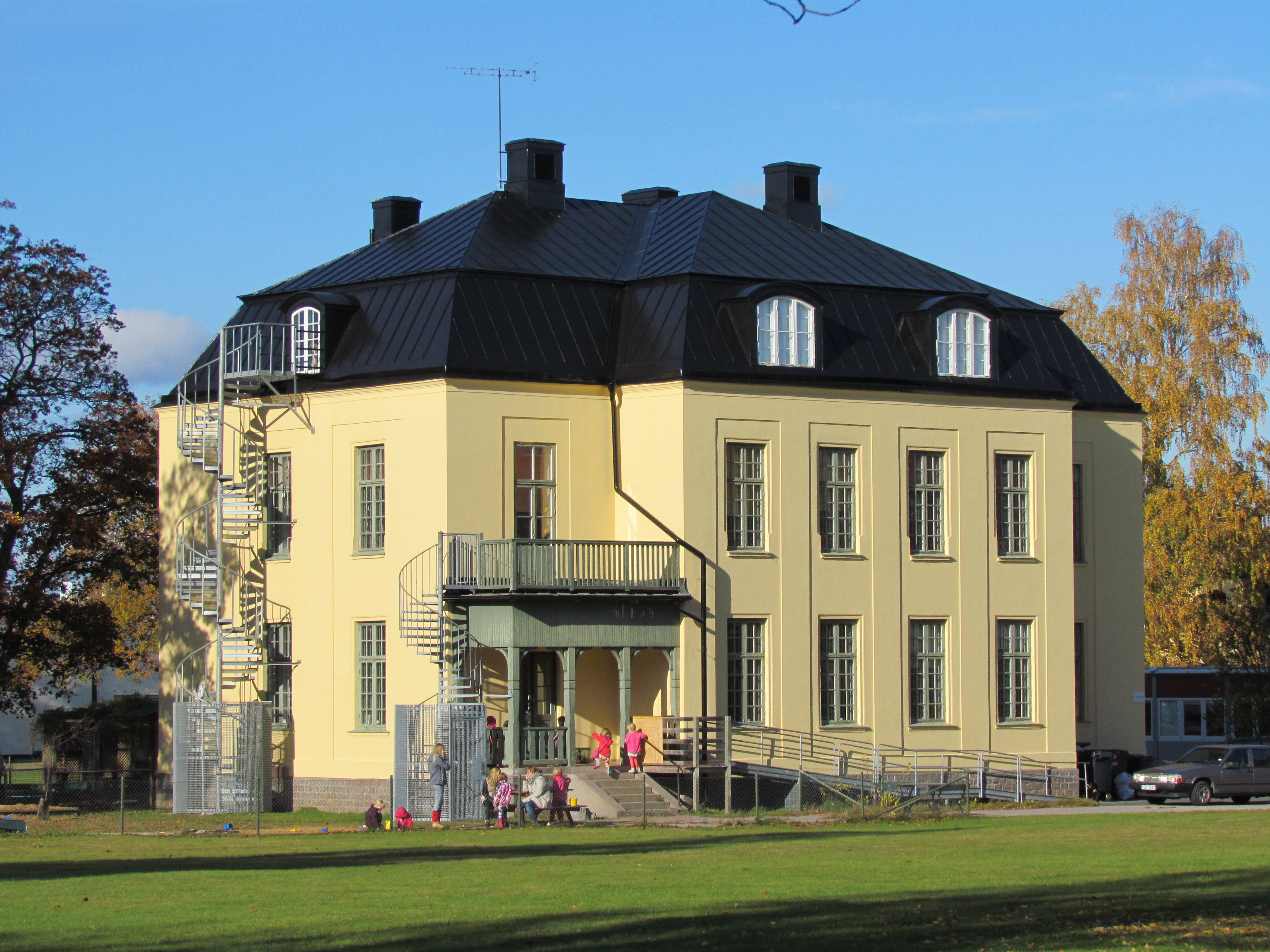
Sjöstadens Friskola, Sjöstadsvägen, tidigare vårdavdelning på Sankta Gertruds sjukhus.

Gertrudsvik, även Gertrudsviks sjöstad, är ett tidigare sjukhusområde i norra Västervik som under olika tidsepoker kallats Västerviks hospital, Sankta Gertruds sjukhus, Norra sjukhuset (eller Norra klinikerna) och Sankta Gertrud(sområdet). Området ligger mellan Gamlebyviken och sjön Maren.
Namnet myntades i samband med nyexploatering.